# شیزوکا گوزن
شیزوکا گوزن (انگلیسی: Shizuka Gozen; ۱ ژانویهٔ ۱۱۶۵ – ۱ ژانویهٔ ۱۲۱۱) یا خانم شیزوکا یکی از مشهورترین زنان در تاریخ و ادبیات ژاپن، شیرابیوشی (رقصنده دربار) قرن دوازدهم و معشوقه میناموتو نو یوشی‌تسونه بود به‌طور عمده در هایکه مونوگاتاری (داستان هیکه) ،گیکی‌کی (تواریخ یوشیتسونه) و تعدادی نمایشنامه با سنت‌های مختلف، داستان او کاملاً شناخته شده است، اما جدا کردن واقعیت از داستان در آن دشوار است.